# ارنو دوبويس
ارنو دوبويس هو دراج بلجيكي، ولد في 2 مايو 1986 في فيرفييتوا في بلجيكا.

## وصلات خارجية
- ارنو دوبويس على موقع نتائج كأس العالم لسباقات دراجات (بي.أم.إكس) (الإنجليزية)
- ارنو دوبويس على موقع اللجنة الأولمبية الدولية (الإنجليزية)
- ارنو دوبويس على موقع أوليمبيديا (الإنجليزية)